# AC 레냐노
아소차치오네 칼초 레냐노 S.S.D. r.l.(이탈리아어: Associazione Calcio Legnano Società Sportiva Dilettantistica r.l.)는 이탈리아 레냐노를 연고로 하는 축구 클럽이다. 이 팀은 1913년에 창단되었다. 2018-19 시즌 이탈리아 축구 리그 시스템에서 5부 리그에 해당하는 에첼렌차 롬바르디아주 지역 리그에서 승격해 현재는 세리에 D (그룹 A)에 참가하고 있다.

## 역사

### 창단 초기

1934-35 시즌까지 사용되었던 A.C. 레냐노 초기 로고

A.C. 레냐노 S.S.D (보통 줄여서 레냐노로 불리는)는 F.C. 레나테로 창단했는데 구단의 창단일은 공식적으로 정확히 알려져 있지 않지만 1913년 1월 1일로 간단하게 기록된 옛 문서는 존재한다. 따라서 1913-14 시즌 테르차 카테고리아 롬바르디아주 지역 리그에서 공식적으로 첫 경기를 가졌기 때문에 리그 시작 전인 1월~8월 사이로 추측하고 있다.
1919년 1차 세계대전이 끝난 후부터 본격적으로 성적을 내기 시작했는데 현재의 AC 밀란, 인터밀란과도 같은 프리마 카테고리아 롬바르디아주 지역 리그에서 경쟁하며 오히려 더 좋은 성적들을 보여 주었다.
창단 초기에는 이탈리아 축구사에서 널리 알려진 몇몇 선수들이 있었는데 1920년에는 골키퍼 안젤로 카메로니가 구단 처음으로 이탈리아 축구 국가대표팀에 선발되었다. 또한 1934년 FIFA 월드컵에서 이탈리아 축구 국가대표팀으로 참가해 우승했던 루이지 알레만디도 1925년 유벤투스가 데려가기전까지 구단에서 4시즌을 뛰었다.

### 첫 세리에 A 승격과 몰락
레냐노는 1930년 세리에 B에서 준우승하며 승격해서 창단 후 처음으로 세리에 A 1930-31 시즌에 참가하였다. 하지만 세리에 A 첫 시즌을 18위로 마치며 곧바로 세리에 B로 강등됐고 4시즌을 중위권에서 머물다 1934-35시즌에는 세리에 C로 강등됐다.
1936년 7월, 알비온인에게 구단이 매각되면서 구단명이 A.C. 레냐노 (Associazione Calcio regnano)로 변경되었다. 세리에 C에서 두 차례 지역리그로 강등되는 나쁜 시즌을 제외하고 계속해서 세리에 C에서 안정적으로 시즌을 보냈다. 이후 1946년에 세리에 B로 복귀하게 된다.

### 세리에 A로의 복귀

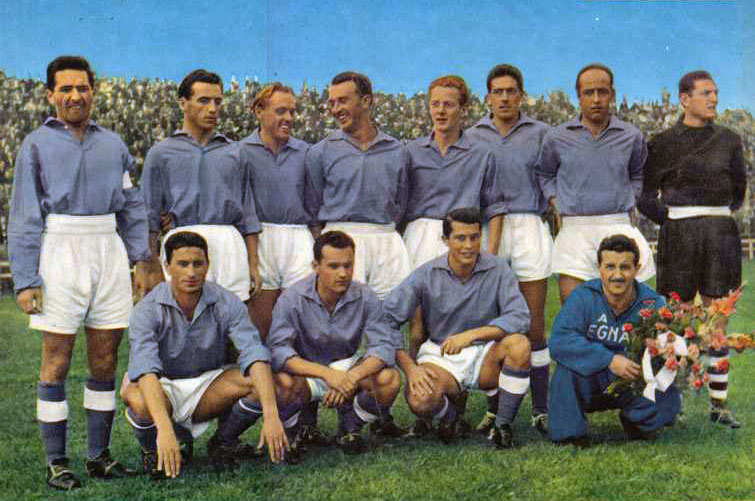
1952-53 시즌 A.C. 레냐노 선수단 사진

세리에 B로 복귀한 직후부터 줄곧 상위권의 성적을 유지한 레냐노는 1950년, 20여년만에 세리에 A로 복귀하게 된다. 하지만 승격 후 상당히 안 좋은 경기력으로 세리에 A 1951-52 시즌 최하위인 20위로 마무리하며 세리에 B로 강등됐다가 곧바로 준우승하며 복귀하지만 세리에 A 1953-54 시즌에서 또 다시 최하위인 18위로 마무리 하며 세리에 A에서의 마지막 시즌을 보내고 세리에 B로 강등된다.

### 깊은 슬럼프의 지속
세리에 B로 강등된 직후인 1954-55 시즌에서 리그 3위를 차지하며 곧 다시 세리에 A로 복귀 할 것 같았지만 그 다음 시즌에서 1955-56 시즌에서 14위를 하며 불안하더니 1956-57 시즌에서는 결국 18위로 세리에 C로 강등 당했다.
세리에 C로 강등된 후에도 구단의 경기 성적은 나아지지 않았고 1974년까지 17년간 세리에 C에서 경기하며 최고 성적은 겨우 5위를 기록했고 결국 점점 안 좋아지던 성적에 1974년 세리에 D로 강등하게 된다.
세리에 D로 강등되고 세 시즌만에 다시 세리에 C2로 복귀했음에도 성적은 여전히 불안했지만 차차 성적을 끌어올리며 세리에 C1에도 승격하기도 하였지만 2000년대까지 오랜 시간동안 몇 번의 강등과 승격을 반복했으며 거의 대부분을 세리에 C2에서 보냈다.
1989년에는 CONI로부터 그간의 공로를 인정받아 스포츠 훈장(Stella d'oro al merito sportivo)을 받기도 하였다.

### 재창단

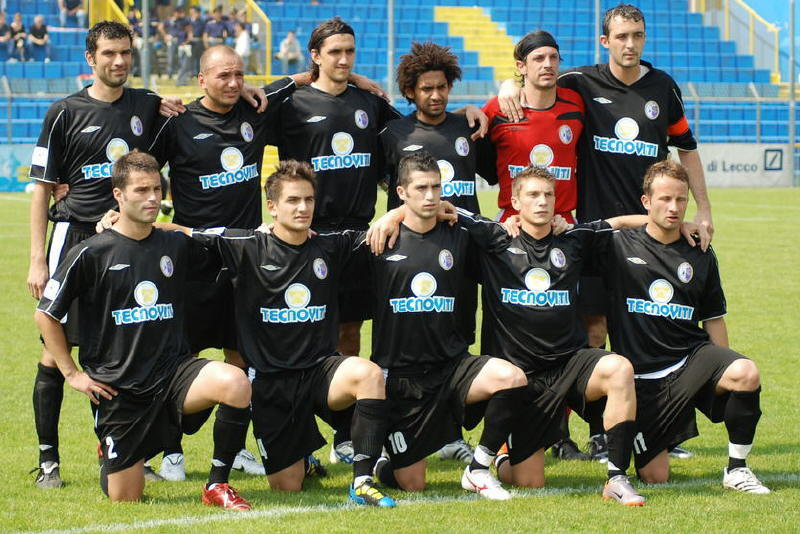
2009-10 시즌 A.C. 레냐노 선수단

레냐노는 2009-10 시즌 레가 프로 세콘다 디비시오네에서 3위로 마무리 하며 승격 플레이 오프에 올라 결승에서 패배하며 승격에 실패하게 된다. 그리고 시즌이 끝난 후 2010년 여름, 막대한 부채로 인해 구단이 파산하면서 레가 프로로부터 레가 프로 세콘다 디비시오네 리그에서 퇴출됨은 물론 아마추어 지역리그를 포함해 모든 리그에서의 활동이 금지되며 새 파트너십을 구하는 등 2010-11 시즌 공백이 생기지 않게 노력했지만 결국 2010년에 해체된다.
2011년 7월 15일, A.S.D. 레냐노 칼초 1913 (Associazione Sportiva Dilettantistica Legnano 1913 Calcio)로 구단이 새 팀으로 재창단되면서 다시 2011-12 시즌부터 프리마 카테고리아 롬바르디아주 지역 리그 (그룹 N)에 참가하였다. 이후 2차례 성공적으로 승격을 거듭하며 에첼렌차 롬바르디아주 지역 리그까지 승격했다.
2015년 5월 7일, A.S.D. 레냐노 칼초 1913은 파산된 A.C. 레냐노에 대한 상표권을 되찾으며 A.S.D. 레냐노 (Associazione Calcio Dilettantistica Legnano)로 구단명을 변경했다.
이후 에첼렌차 롬바르디아주 지역 리그 (그룹 A)에서 2위로 플레이오프에 올라 결승에서 승리해 2016년 세리에 D로 승격했다. 이에 구단명을 현재의 A.C. 레냐노 S.S.D.(Associazione Calcio Legnano Società Sportiva Dilettantistica a r.l.)로 바꾸고 2016-17 시즌 세리에 D를 맞이한다.
하지만 곧바로 2016-17 시즌을 15위로 끝내며 강등되었고 2018-19 시즌에서 3위로 플레이 오프에 올라 승리하며 승격에 성공해서 현재 세리에 D (그룹 B)에 속해있다.

## 역대 감독
| 감독                  | 임기        |
| --------------------- | ----------- |
| 아틸리오 데마리아     | 1945 ~ 1946 |
| 피에를루이지 카시라기 | 2003        |